# Condizionamento (matematica)
Il condizionamento in matematica, in particolare nel calcolo numerico, riguarda il rapporto tra errore commesso sul risultato di un calcolo e incertezza sui dati in ingresso.
Un problema è ben condizionato quando la soluzione del problema con delle piccole variazioni, non differisce molto dalla soluzione del problema originale; al contrario, un problema mal condizionato è un problema dove le soluzioni sono molto sensibili a piccole perturbazioni dei dati iniziali.

## Esempi

### Radici di un polinomio
Un esempio di problema mal condizionato è il calcolo delle radici di un polinomio a partire dalla sequenza dei suoi coefficienti. Questo problema fu scoperto dal matematico James H. Wilkinson, quando per testare un nuovo computer gli fece calcolare le radici del polinomio
{\displaystyle f(x)=\prod _{i=1}^{20}(x-i)=(x-1)(x-2)\cdots (x-20)}
usando il metodo di Newton. 
Le radici di questo polinomio sono i numeri interi da 1 a 20, ma i risultati calcolati dal computer erano complessi. Questo risultato non era dovuto ad errori del computer, infatti si ottengono risultati complessi anche con l'attuale standard di numeri con virgola mobile.

### Sistema di equazioni
Si consideri ad esempio il seguente sistema di equazioni lineari:
{\displaystyle \left\{{\begin{matrix}x+y&=&2\\1001x+1000y&=&2001\end{matrix}}\right.}
che ha soluzione per {\displaystyle x=1} ed {\displaystyle y=1}.
Se si considera lo stesso sistema perturbato dell'1% sulla variabile x:
{\displaystyle \left\{{\begin{matrix}(1+0.01)x+y&=&2\\1001x+1000y&=&2001\end{matrix}}\right.}
si ottiene come soluzione la coppia {\displaystyle x=-{\frac {1}{9}};y={\frac {1901}{900}}}.
Il condizionamento di un sistema di equazioni lineare {\displaystyle Ax=b}  è definito da:
{\displaystyle \Vert A^{-1}\Vert \cdot \Vert A\Vert },
dove {\displaystyle \|\cdot \|} è una norma di una matrice. Più è grande questo numero più il problema è mal condizionato. Nell'esempio del sistema di equazioni, il condizionamento è
{\displaystyle \left\|{\begin{bmatrix}1&1\\1001&1000\end{bmatrix}}^{-1}\right\|_{1}\cdot \left\|{\begin{bmatrix}1&1\\1001&1000\end{bmatrix}}\right\|_{1}=2.0050e+06.}

### Numero di condizionamento
Il numero di condizionamento nel calcolo numerico rappresenta il grado di condizionamento di un problema. 
Esso dipende strettamente dalla norma indotta considerata. È comune però l'uso del numero di condizionamento spettrale, relativo alla norma 2 e calcolato a partire dalla definizione in modo equivalente come:
{\displaystyle K_{2}(A)={\frac {\max(\lambda (A))}{\min(\lambda (A))}}}
se la matrice è simmetrica definita positiva, dove {\displaystyle \lambda }(A) sono gli autovalori della matrice A.
Si distinguono due casi:
{\displaystyle K\sim 1} e {\displaystyle K\gg 1}, nel primo si dice che il problema è ben condizionato,
nel secondo si dice che il problema è mal condizionato